# Mjölby (commune)
La commune de Mjölby est une commune suédoise du comté d'Östergötland. Environ 27900 personnes y vivent (2020). Son siège se situe à Mjölby.

## Localités

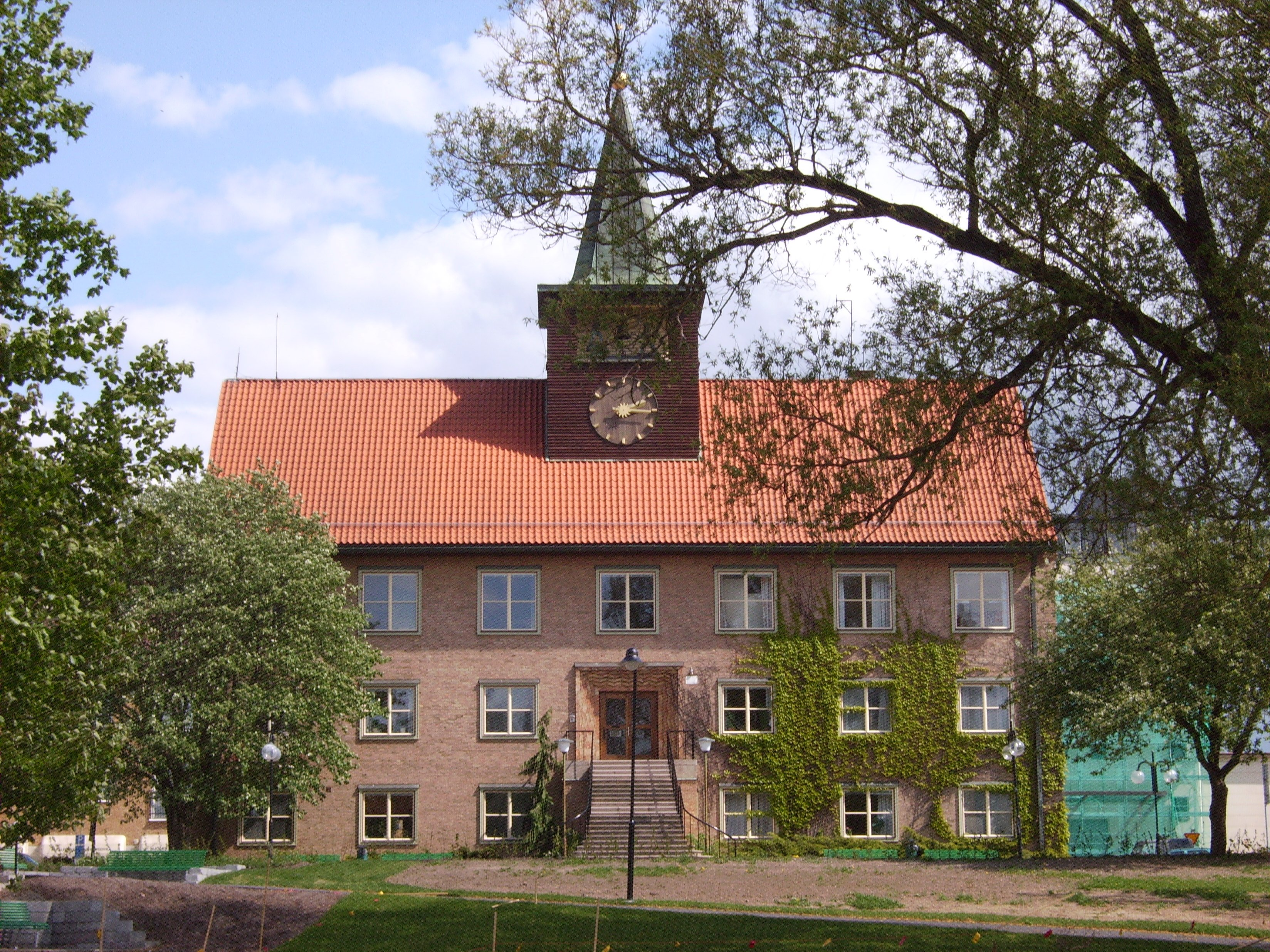
Mairie de Mjölby en 2007.

- Hogstad
- Mantorp
- Mjölby
- Skänninge
- Spångsholm
- Sya
- Väderstad

## Personnalités liées
- King of Asgard, groupe de black et viking metal suédois

## Jumelages
| Ville | Ville                      | Pays | Pays     |
| ----- | -------------------------- | ---- | -------- |
|       | Commune de Häädemeeste (d) |      | Estonie  |
|       | Hankasalmi                 |      | Finlande |
|       | Karmøy                     |      | Norvège  |
|       | Rudkøbing                  |      | Danemark |
|       | Slangerup (d)              |      | Danemark |